# Epicauta franciscana
Epicauta franciscana es una especie de coleóptero de la familia Meloidae.

## Distribución geográfica
Habita en Argentina y en Uruguay.